# Dihedrale Primzahl

Bei einem 7-Segment-Display sind die Ziffern 2 und 5 dihedrale Primzahlen

In der Unterhaltungsmathematik ist eine dihedrale Primzahl (vom englischen dihedral prime, auch dihedral calculator prime) eine Primzahl {\displaystyle p} mit der folgenden Eigenschaft: wenn man sie wie bei einem Taschenrechner in einem 7-Segment-Display betrachtet, müssen die folgenden vier Zahlen:
- {\displaystyle p}
- {\displaystyle p} um 180° gedreht
- {\displaystyle p} horizontal gespiegelt
- {\displaystyle p} horizontal gespiegelt und danach um 180° gedreht

alles Primzahlen sein.
Wie schon bei den strobogrammatischen Zahlen sind dihedrale Primzahlen von ihrer Basis {\displaystyle b} abhängig. Üblicherweise wird die Basis {\displaystyle b=10} betrachtet, also das Dezimalsystem.

## Spiegelung und Drehung der Ziffern
Auf 7-Segment-Displays kann man die Ziffern 0 bis 9 und die im Hexadezimalsystem üblichen weiteren Ziffern A bis F darstellen (in der Form AbCdEF, die beiden Ziffern b und d allerdings nur in Kleinbuchstaben).
Die einzigen Ziffern, die für eine dihedrale Primzahl in Frage kommen, sind im Dezimalsystem die Ziffern 0, 1, 2, 5 und 8. Im Hexadezimalsystem kommen noch die Ziffern 3 und E dazu.
Es folgt eine Aufzählung der Eigenschaften der Ziffern 0 bis 9 und der im Hexadezimalsystem üblichen weiteren Ziffern A bis F.
- Die Ziffern 0, 1 und 8 bleiben nach Drehung und Spiegelung gleich. Die 1 wird zwar nach der einer Drehung bzw. einer Spiegelung vom rechten zum linken Rand des 7-Segment-Displays verschoben, letztendlich bleibt es aber noch immer eine 1.
- Die Ziffern 2 und 5 bleiben nach der Drehung gleich, bei der Spiegelung geht die 2 in die 5 über und umgekehrt geht die 5 in die 2 über.
- Die Ziffer 3 wird sowohl nach der Spiegelung als auch nach der Drehung zum E. Umgekehrt wird aus E sowohl nach der Spiegelung als auch nach der Drehung zur 3 und ist für dihedrale Primzahlen im Hexadezimalsystem geeignet.
- Aus der Ziffer 6 wird nach der Drehung eine 9 und umgekehrt wird aus der 9 nach der Drehung eine 6. Allerdings ergeben diese beiden Ziffern nach der Spiegelung keine gültigen Ziffern, somit sind diese beiden Ziffern für dihedrale Primzahlen ungeeignet.
- Die im Hexadezimalsystem verwendete Ziffer A bleibt nach der Spiegelung gleich, gedreht ergibt sie aber keine gültige Ziffer, was sie für dihedrale Primzahlen ungeeignet macht.
- Aus der Hexadezimalziffer b wird nach der Spiegelung ein d und umgekehrt wird aus d nach der Spiegelung ein b. Allerdings ergeben auch diese beiden Ziffern nach der Drehung keine gültigen Ziffern und sind somit ungeeignet.
- Die Ziffern 4, 7, C und F ergeben weder bei der Drehung noch bei der Spiegelung gültige Ziffern und sind somit ungeeignet.

## Beispiele

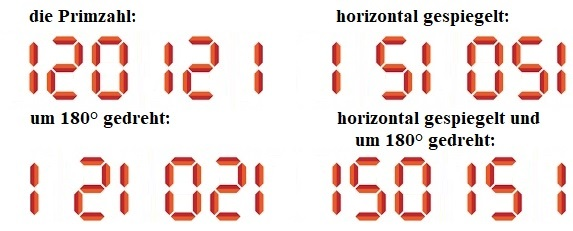
Die kleinste dihedrale Primzahl, die bei jeder Drehung bzw. Spiegelung eine andere Primzahl ergibt

- Die kleinsten dihedralen Primzahlen sind die folgenden:

2, 5, 11, 101, 181, 1181, 1811, 18181, 108881, 110881, 118081, 120121, 121021, 121151, 150151, 151051, 151121, 180181, 180811, 181081, … (Folge A134996 in OEIS)
- Die kleinste dihedrale Primzahl, die bei jeder Drehung bzw. Spiegelung  eine andere Primzahl ergibt, ist die Zahl {\displaystyle p=120121}, welche um 180° gedreht die Primzahl {\displaystyle 121021}, gespiegelt die Primzahl {\displaystyle 151051} und gespiegelt und um 180° gedreht die Primzahl {\displaystyle 150151} ergibt.[2]
- Die kleinste dihedrale Primzahl mit allen gültigen Ziffern ist {\displaystyle p=108225151}. Es gibt noch 2958 weitere solche Zahlen bis {\displaystyle 10^{12}}. Die größte dihedrale Primzahl bis {\displaystyle 10^{12}} mit allen gültigen Ziffern ist {\displaystyle p=188885250551}.[3]
- Die größte bekannte dihedrale Primzahl ist die folgende (Stand: 5. Februar 2020):[4]

{\displaystyle p=10^{180054}+8\cdot {\frac {10^{58567}-1}{9}}\cdot 10^{60744}+1=1\;\overbrace {00\dotso 0} ^{60743{\text{ Nullen}}}\;\overbrace {88\dotso 8} ^{58567{\text{ Achter}}}\;\overbrace {00\dotso 0} ^{60743{\text{ Nullen}}}\;1}
Sie wurde im Jahr 2009 von Darren Bedwell entdeckt und hat 180.055 Stellen.

## Wissenswertes
- Strobogrammatische Primzahlen, in welchen keine 6 und keine 9 vorkommen, sind dihedrale Primzahlen.
- Primzahlen, die Repunits sind, sind dihedrale Primzahlen.
- Primzahlpalindrome, in denen nur die Ziffern 0, 1 und 8 vorkommen, sind dihedrale Primzahlen.

## Dihedrale Primzahlen in anderen Zahlensystemen
- Im Dualsystem, also im Zahlensystem mit Basis {\displaystyle b=2}, sind alle Primzahlpalindrome dihedrale Primzahlen.

(Dies folgt aus dem vorher angeführten Satz, dass Primzahlpalindrome, in denen nur die Ziffern 0, 1 und 8 vorkommen, dihedrale Primzahlen sind. Da im Binärsystem nur Nullen und Einsen vorkommen, wird diese Bedingung erfüllt.)
- Im Hexadezimalsystem, also im Zahlensystem mit Basis {\displaystyle b=16}, gibt es keine dihedralen Primzahlen, die mit 3 beginnen.

Beweis:
Angenommen, es gibt eine dihedrale Primzahl {\displaystyle n} im Hexadezimalsystem, welche mit 3 beginnt. Dann endet die horizontal gespiegelte Zahl mit E. Da aber im Hexadezimalsystem neben 0, 2, 4, 6 und 8 auch A, C und E gerade Zahlen sind, würde die horizontal gespiegelte Zahl, welche mit E endet, eine gerade Zahl und somit keine Primzahl sein. Somit kann {\displaystyle n} keine dihedrale Primzahl sein. Die Annahme muss fallengelassen werden, es gibt keine dihedrale Primzahl  im Hexadezimalsystem, welche mit 3 beginnt. {\displaystyle \Box }